# Габдрашитов, Фазулла Габдуллинович
Фазулла Габдуллинович Габдраши́тов (тат. Фазулла Габдулла улы Габдрәшитов; 12 [25] октября 1903, Старые Кандры, Уфимская губерния — 5 апреля 1975, Буздяк, Башкирская АССР) — Герой Советского Союза, пулемётчик 2-го эскадрона 60-го гвардейского кавалерийского полка 16-й гвардейской кавалерийской дивизии 7-го гвардейского кавалерийского корпуса 61-й армии Центрального фронта, гвардии рядовой.

## Биография
Родился 25 октября 1903 года в деревне Старые Кандры (ныне — Туймазинского района Башкирии) в крестьянской семье, татарин. Окончил начальную школу, работал заготовителем в заготконторе Туймазинского райпотребсоюза.
В Красную Армию призван в декабре 1941 года Кандринским райвоенкоматом.
На фронте с 20 августа 1942 года.
В составе войск Юго-Западного, Брянского, Центрального, 1-го и 2-го Белорусских, 1-го и 3-го Прибалтийских фронтов принимал участие в Московской битве (1941—1942), оборонительных и наступательных боях южнее и юго-западнее Белёва (1942—1943), Черниговско-Припятской, Гомельско-Речицкой (обе — 1943), Калинковичско-Мозырской, Белорусской, Рижской (все— 1944), Варшавско-Познанской, Восточно — Померанской и Берлинской (все — 1945) наступательных операциях.
Первый номер расчёта станкового пулемёта Габдрашитов Ф. Г. 18 сентября 1943 года, в бою за сёла Березна и Бегач Гомельской области Белоруссии выдвинул вперёд на фланг эскадрона свой станковый пулемёт и, прикрыв эскадрон, не дал противнику возможности контратаковать. Тем самым он обеспечил успешное продвижение и быстрое занятие этих сёл подразделениями полка.
20 сентября 1943 года в бою за село Лопатино Ф. Г. Габдрашитов первым на своей тачанке ворвался в село, метким пулемётным огнём уничтожил 12 солдат и офицеров противника, что позволило подразделениям полка без потерь занять село.
С 27 на 28 сентября 1943 года под сильным артиллерийским и пулемётным огнём врага Ф. Г. Габдрашитов в составе штурмовой группы первым в полку переправился через реку Днепр в районе деревни Нивки Брагинского района Гомельской области и огнём своего пулемёта отбросил противника от берега, что позволило остальным подразделениям успешно форсировать реку и закрепиться на захваченном плацдарме.
Указом Президиума Верховного Совета СССР «О присвоении звания Героя Советского Союза генералам, офицерскому, сержантскому и рядовому составу Красной Армии» от 15 января 1944 года за «образцовое выполнение боевых заданий командования на фронте борьбы с немецкими захватчиками и проявленными при этом отвагу и геройство» гвардии рядовому Габдрашитову Фазулле Габдуллиновичу присвоено звание Героя Советского Союза с вручением ордена Ленина и медали «Золотая Звезда» (№ 1663).
Шесть раз был ранен, но фронтовым медикам ни разу не удалось отправить его на лечение в тыловой госпиталь.
После войны вернулся на родину и работал в заготконторе райпотребсоюза в Буздякском районе Башкирской АССР.
Умер 5 апреля 1975 года, похоронен в посёлке Буздяк.
Первой своей боевой награды — медали «За отвагу» — Габдрашитов был удостоен в феврале 1943 года. За личные подвиги на фронте награждён орденом Славы III степени и медалью «За победу над Германией в Великой Отечественной войне 1941—1945 гг.», «Двадцать лет победы в Великой Отечественной войне 1941—1945 гг.», и другими медалями.
Указом Президиума Верховного Совета СССР от 15-го января 1944 года «за образцовое выполнение боевого задания командования в борьбе с немецко-фашистскими захватчиками и проявленные при этом мужество и героизм» Ф. Г. присвоено звание Героя Советского Союза с вручением высшей государственной награды СССР — ордена Ленина (1944 г.) и медали «Золотая Звезда» № 1663.

## Память
В честь Габдрашитова названа улица в селе Буздяк.
В 2005 году в городе Туймазы был установлен его бюст на Аллее Героев — уроженцев Туймазинского района.